# Michail Iwanow (Schachspieler)
Michail M. Iwanow (beim Weltschachbund FIDE Mikhail M Ivanov, russisch Михаил Иванов; * 10. Januar 1969) ist ein russischer Schachspieler, der seit April 2022 für den serbischen Schachverband spielberechtigt ist.

## Leben
Michail Iwanow wurde in einer Schachschule in Brjansk von Alexander Podymow trainiert. Inzwischen wohnt er in Prag.

## Erfolge
In Deutschland spielt Michail Iwanow für die Schachfreunde Anderssen Bad Mergentheim, in Österreich spielte er von 2004 bis 2006 für Salzburg in der 2. Bundesliga. 2009 nahm er mit dem finnischen Verein Salon SK am European Club Cup in Ohrid teil und erhielt eine individuelle Bronzemedaille für sein Ergebnis von 5,5 aus 7 am zweiten Brett. In der tschechischen Extraliga spielte er für den ŠK Mahrla Prag, mit dem er 2009 tschechischer Mannschaftsmeister wurde. Er spielte auch in russischen, französischen, luxemburger, belgischen, isländischen und serbischen Mannschaftsmeisterschaften. In Luxemburg wurde er in den Saisons 2001/02 und 2002/03 mit Gambit Bonnevoie Mannschaftsmeister.
Er gewann einige Turniere. Unter anderem gewann er 1997 das Jareslaget Open in Trondheim mit 1,5 Punkten Vorsprung vor Nigel Davies und Igor Rausis. 1998 gewann er das 2. Neckar-Open in Deizisau mit 7,5 Punkten aus 9 Partien und vor Sergey Galdunts ein Turnier in Bischwiller. Beim 5. Münch-Bräu-Open 2000 in Leutersdorf wurde er ungeschlagen gemeinsam mit Roman Slobodjan und Yuri Boidman geteilter Erster. 2001 gewann er das 8. Internationale Open in Sélestat vor seinem Bad Mergentheimer Mannschaftskameraden Alexander Karpatschow. Das Crailsheimer Open gewann er 2003 und 2005. 2005 gewann er auch das Turnier in Saint-Chély-d’Aubrac. 2007 gewann er den 6. Brauhauscup in Chemnitz vor Serhij Owsejewytsch, das 1. Korbacher Open vor Lev Gutman und das Internationale Travemünder Schach-Open vor Robert Rabiega.
1992 erhielt er den Titel Internationaler Meister, seit 1993 ist er Großmeister.